# Jan Olieslagers
Jan Olieslagers (Antwerpen, 14 mei 1883 - Berchem, 23 maart 1942) was een Belgische motor- en wielrenner, luchtvaartpionier en luchtaas in de Eerste Wereldoorlog. Hij was ook wel bekend als "den Antwerpschen Duivel".

## Levensloop

### Wiel- en motorrenner

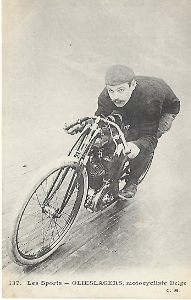

Olieslagers werd geboren als tweede zoon in een gezin met nog drie broers en twee zussen. Zijn vader Leonard Olieslagers, afkomstig uit Zundert, was werkzaam bij een bedrijf dat de kades van de Schelde moest rechttrekken, zijn moeder Joanna Catharina Coppens groeide op in Stabroek. Op elfjarige leeftijd verloor Olieslagers zijn vader en ging hijzelf werken op de werf. In zijn vrije uurtjes en weekenden werkte hij bij een fietsenmaker. Daar leerde hij stiekem fietsen in de kelder en onderweg als hij de fiets moest afleveren bij klanten. Toen hij betrapt werd door zijn baas kreeg hij een eigen fiets als "straf". Nadat hij een fiets van een klant in de prak reed kwam hij uiteindelijk terecht bij de Belgische fietsfabriek Minerva. Daar begon hij met het rijden van wielerwedstrijden onder de vlag van de Antwerpse Bicycle Club en de Union Cycliste Internationale. 
Vanaf 1900 verwierf Olieslagers zelf het recht om Minerva motoren te verkopen. Hij werd lid van de Antwerp Motor Club, won een gouden medaille bij de eerste kampioenschap voor motoren in Zurenborg. In 1901 vestigde hij een wereldsnelheidsrecord van 80 km/u. Het was in deze periode dat hij de bijnaam "den Antwerpschen Duivel" verwierf. Volgens de overlevering was Olieslagers ook degene die (in 1900) de eerste Minerva motorfiets (feitelijk een fiets met een Zürcher & Lühti-clip-on motor) aan het lopen kreeg. Zeer tegen de zin van de directeur van Minerva deed Olieslagers in 1904 mee aan de motorrace Parijs-Bordeaux-Parijs. Deze race wist hij te winnen en leverde hem internationale roem op en een bekeuring van de Franse politie voor het rijden zonder rijbewijs, maar zo'n rijbewijs bestond simpelweg nog niet in België. 
Tijdens een schietoefening in 1907 wordt hij geraakt door een verdwaalde kogel. Deze kogel kon niet worden verwijderd. Op de eerstvolgende wedstrijd na vervolgde hij echter zijn succes. In Neuilly-sur-Seine reed hij een nieuw record op de baan en in 1908 vestigde hij een nieuw wereldrecord door op de baan 5 kilometer af te leggen binnen 2 minuten en 52 seconden. Ook zou hij als eerste sneller dan 100 km/u gereden hebben. Hij werd een vermogend man.

### Luchtvaartcarrière

#### Het pionierstijdperk

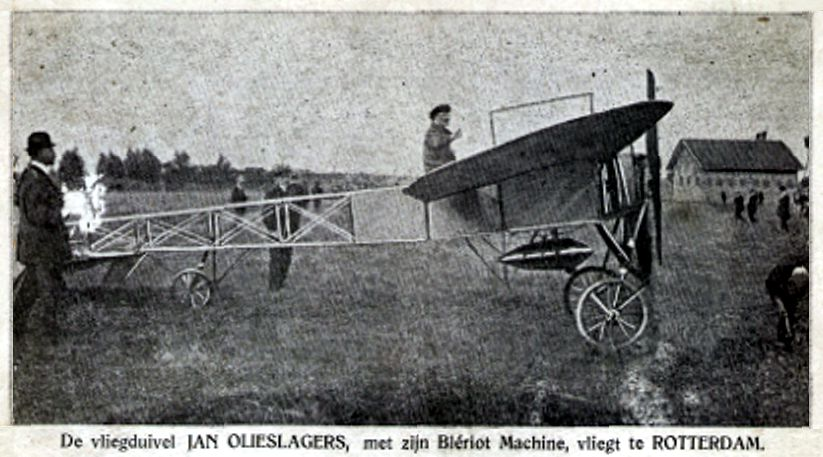
Olieslagers te Rotterdam

Tijdens zijn verblijf in Levallois-Perret kwam hij in contact met Louis Blériot, die een vliegschool dreef bij Issy-les-Moulineaux. Hij legde zijn motorcarrière neer en begon met vliegen. Hij kocht een Blériot XI en maakte zijn eerste vlucht onder toeziend oog van Blériot zelf te Issy-les-Moulineaux. Na een geslaagde vlucht crasht Olieslagers tweemaal achter elkaar. Dit weerhoudt hem er niet van toch mee te doen aan de Antwerpse Vliegweek (23 oktober - 2 november 1909), alwaar hij op de derde dag een geslaagde vlucht maakt. Op 31 maart ontving hij vliegbrevet nr. 5 van de "Aéro-club Royal de Belgique". Hierna vertrekt hij naar Algerije waar hij de eerste vlucht boven Algerije maakte boven de stad Oran. Vervolgens vertrok hij naar Frankrijk te Pau. Aldaar ontmoette hij vriend voor het leven Jules Tyck. Hij neemt deel aan vele vliegshows. Eerst te Sevilla met een Spaans toestel, dan naar Nice (15 tot 25 apr. 1910), Barcelona, Genua en Bologna, waar hij een prijs van 10.000 lire in de wacht sleepte. Daarna volgde de beroemde "La Grande Semaine de la Champagne" in Reims waar hij meerdere wereldrecords voor langste vlucht neerzette. Na de felicitaties van onder andere koning Albert I vliegt hij alweer te Stockel (23 juli - 4 augustus 1910), tijdens deze vliegweek overlijdt Nicolas Kinet. Na Stokkel vertrok hij naar Nederland om daar grote roem te vergaren tijdens vliegshows in Groningen (augustus 1910), Utrecht (augustus 1910), Zwolle (september 1910), Amsterdam, Leeuwarden, Rotterdam, Enschede (september - oktober 1910), Nijmegen, Den Haag, met nog een tussentijds uitstapje in Hamburg. Uit deze tijd stamt ook het liedje:
“Als Olieslagers dood valt
dan kopen wij een schaar.
En knippen heel de krullen van zijn pettelaar.
Als Olieslagers dood valt dan krijgen wij misschien
de helft van zijn centen en ook nog zijn vliegmachien.
Olieslagers, Olieslagers, Olieslagers val maar dood.”
In Groningen verbeterde hij zijn duurrecord naar bijna 45 minuten en te Zwolle haalt hij 52 minuten. Op een gegeven moment zag hij een demonstratie van de Fransman Adolphe Pégoud die een looping maakte. In overleg met Louis Blériot maakte ook Olieslagers zijn eerste loopings boven Parijs tijdens de eerste luchtvaartsalon. Hij keerde nog enkele malen terug naar Nederland, waaronder tijdens de Entos in 1913. De Eerste Wereldoorlog maakte een eind aan het pionierstijdperk.

#### De Eerste Wereldoorlog
Bij het uitbreken van de Eerste Wereldoorlog boden Olieslagers en zijn broers Max (1889 - 1961), Jules en Albert zich vrijwillig met zijn vliegtuigen, materiaal en personeel aan bij de militaire overheid, waaronder drie Blériots XI. Zij werden in eerste instantie ondergebracht bij het vrijwilligersregiment Escadrille Monoplane en stonden onder leiding van Henri Crombez. In maart 1915 stortte Jan met zijn Blériot neer en lag hij twintig dagen in het ziekenhuis. Hij kreeg hij als eerste onderofficier - hij was inmiddels sergeant - het Ridderkruis in de Orde van Leopold II. Hij vervolgde zijn oorlog in het 2me Escadrille, waar hij op 12 september 1915 zijn eerste officiële overwinning behaalde. In een Nieuport 10 haalde hij boven Oudstuyvekenskerke een Duitse Aviatik C neer. Er zouden tot aan het einde van de oorlog nog vijf geregistreerde overwinningen volgen. Maar waarschijnlijk had hij veel meer overwinningen op zijn naam staan aangezien hij 491 vluchten maakte en verwikkeld raakte in 92 luchtgevechten.

##### Overwinningen
- 12 september 1915 een Aviatik C boven Oudstuyvekenskerke
- 17 juni 1916 een Fokker D.II boven Pijpegale nabij Zuidschote
- 14 juni 1917 een Aviatik C boven Schore
- 15 juni 1917 een Fokker D.II boven Keiem
- 3 mei 1918 een Fokker D.VII boven Westende
- 19 mei 1918 een Albatros D.V boven Woumen

#### De Antwerpse luchthaven
Op 3 augustus 1919 werd Olieslagers gedemobiliseerd en ging hij zich richten op de ontwikkeling van de luchtvaart in Antwerpen. Hij weet de Belgische regering te overtuigen tot het creëren van een internationale luchthaven nabij Antwerpen, in Deurne, de huidige Internationale Luchthaven Antwerpen. In 1923 vond de officiële opening plaats, waarbij de toegangsweg gedoopt werd tot Jan Olieslagersstraat. In 1927 stichtte hij ook de AAC (Antwerp Aviation Club, later de RAAC) en werd de eerste voorzitter. In 1934 was hij vaandeldrager bij de begrafenis van Koning Albert I en zijn laatste wapenfeit was de oprichting van de luchtvaartveteranen-vereniging "Vieille Tiges" in 1937, waarvan hij tot aan zijn dood in 1942 voorzitter was. Bij zijn overlijden werd in de kerk, tegen alle verboden van de Duitse bezetter in, het volkslied de “Brabançonne” ten gehore gebracht.

## Verdiensten op naam van Jan Olieslagers (onvolledig)
Als motorrenner
- 1901, wereldsnelheidsrecord 80 km/u
- 1904, winnaar Parijs-Bordeaux-Parijs
- 1908, baanrecord 5 km in 2 min. en 52 sec.

Als piloot
- 7 juli 1910, wereldrecord afstand in gesloten omloop - 255 km
- 10 juli 1910, wereldrecord afstand in gesloten omloop - 392 km
- 10 juli 1910, wereldrecord afstand in gesloten omloop - 625 km
- juli 1910, hoogterecord - 1524 meter
- 22 september 1910, eerste overlandvlucht over Nederland van Rotterdam naar Gouda.

##### Onderscheidingen
- Ridder in de Orde van Leopold II (België) (als eerste onderofficier in België)
- Legioen van Eer (Frankrijk)
- Orde van Sint-Stanislaus (Rusland)
- Oorlogskruis (België)
- Croix de Guerre (Frankrijk)

## Trivia

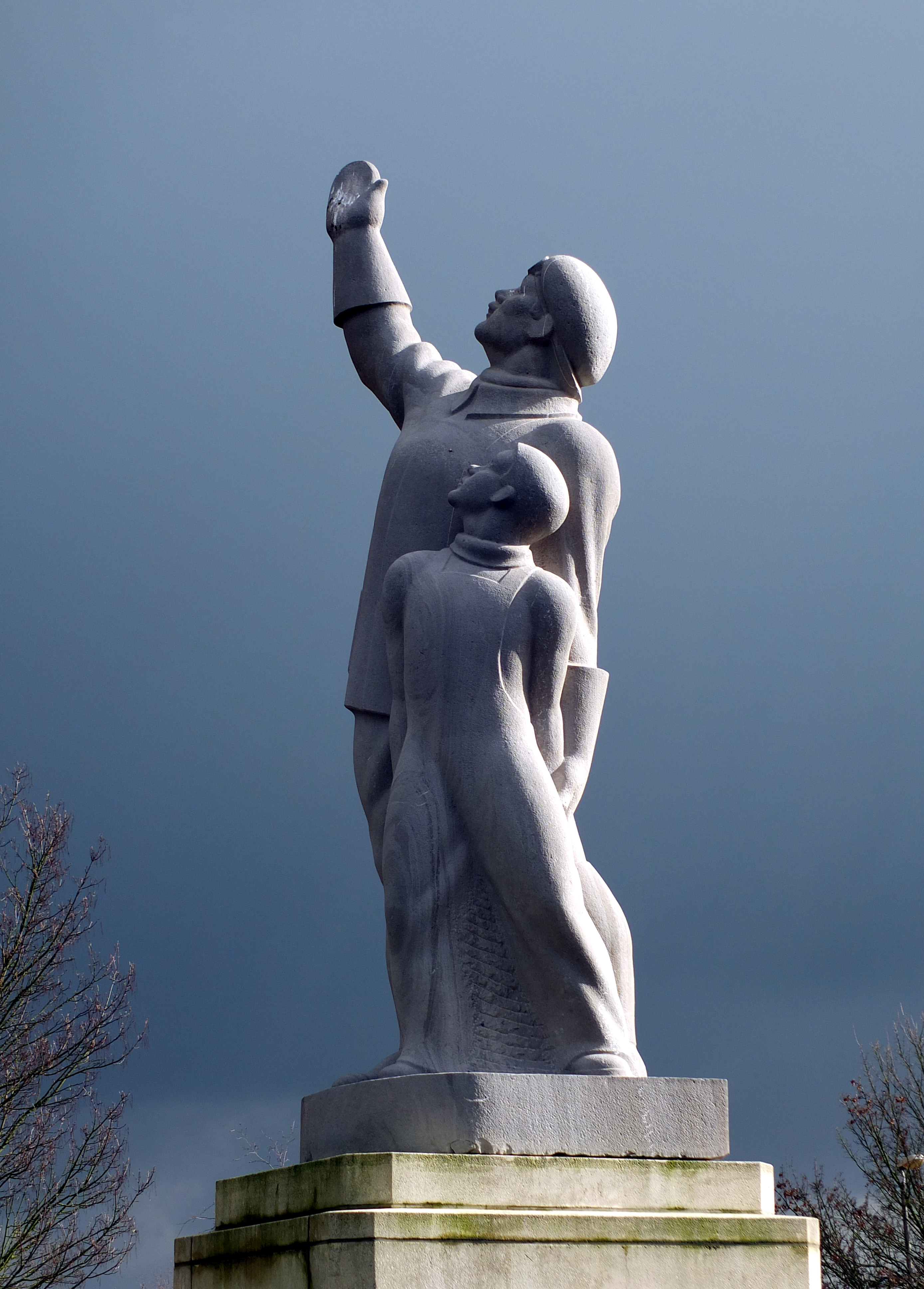
Standbeeld van Jan Olieslagers

- Zijn jongste broer Max (1889-1961) probeerde ook een luchtvaartcarrière op te bouwen. In 1911 behaalde hij brevet nr. 40b. Hij was echter lang niet zo begaafd als zijn broer. In 1911 vloog hij in Winschoten. Bij een vliegshow in Leeuwarden in juli van datzelfde jaar reed hij op het publiek in waarbij meerdere toeschouwers gewond raakten. Zijn oudste broer Jules (1879-1933) deed ook enkele pogingen om piloot te worden, maar werd uiteindelijk mecanicien van Jan.
- In 2003 maakte Christophe Brackx een documentaire over het leven van Jan Olieslagers.
- Constant de Kinder bracht in 1936 een biografie over Jan Olieslagers uit; Jan Olieslagers, de Antwerpse duivel.

## Eerbetoon
- In mei 1953 werd er standbeeld van Jan Olieslagers opgericht nabij de luchthaven van Deurne. Het standbeeld is van de hand van Willy Kreitz.
- In 1976 werd er ter ere van het 75-jarig bestaan van de “Koninklijke Aeroclub van België” een postzegel uitgebracht.
- In Deurne (nabij de luchthaven van Antwerpen) en in Vilvoorde is er een Jan Olieslagersstraat. In Beverwijk bestaat de Olieslagerslaan in de Vliegeniersbuurt.

## Galerij

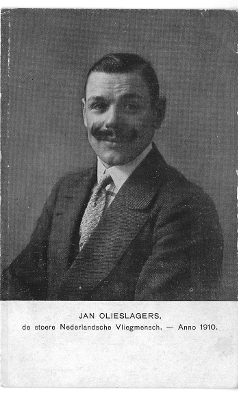
Jan Olieslagers
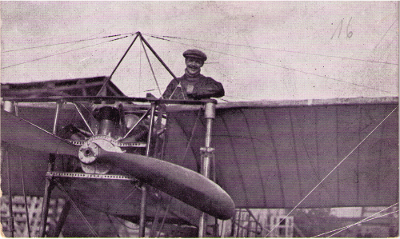
Jan Olieslagers
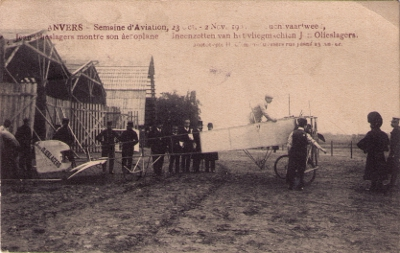
in Antwerpen
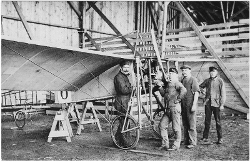
in Antwerpen
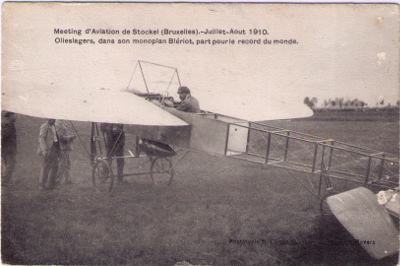
in Stokkel
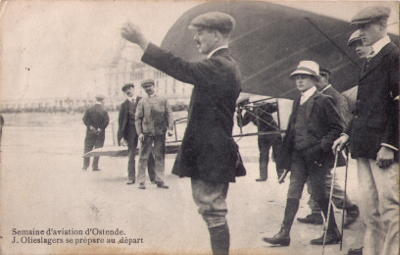
in Oostende
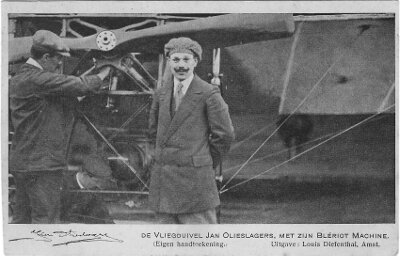
in Nederland
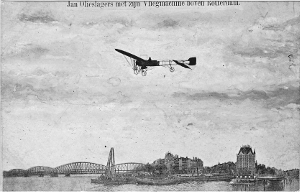
in Rotterdam
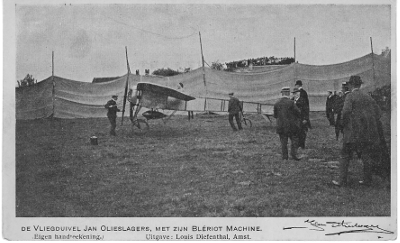
in Enschede
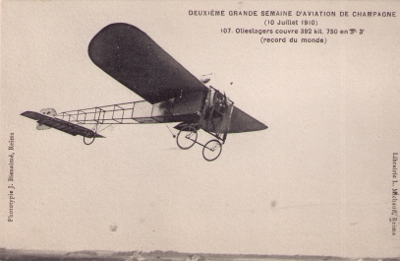
in Champagne
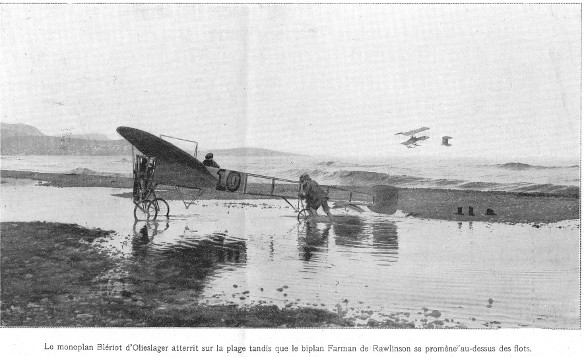
in Nice
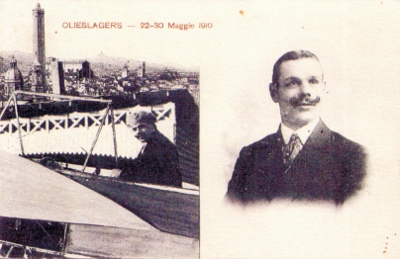
in Italië

- Bibliothèque nationale de France: cb160464518 (data)
- Gemeinsame Normdatei: 1204208174
- International Standard Name Identifier: 0000 0003 9083 3104
- Nederlandse Thesaurus van Auteursnamen: 318891239
- Virtual International Authority File: 284570306